# Utah Valley Wolverines

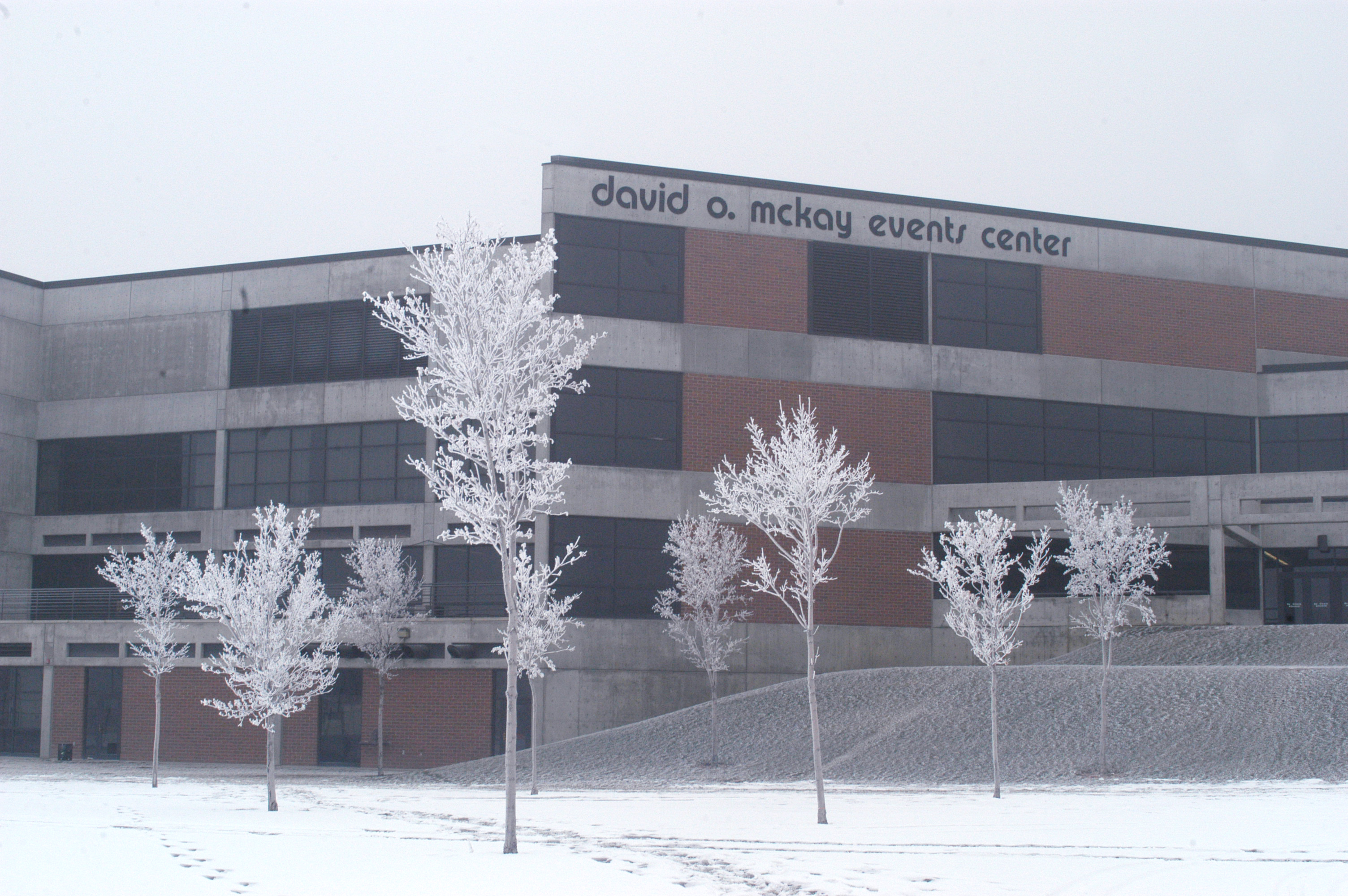
UCCU Center, antes conocido como McKay Events Center.

Utah Valley Wolverines (en español: glotones del Valle de Utah) es la denominación de los equipos deportivos de la Universidad del Valle de Utah, institución académica ubicada en Orem, Utah. Los Wolverines participan en las competiciones universitarias organizadas por la NCAA, y forman parte de la Western Athletic Conference desde 2013.

## Programa deportivo
Los Wolverines compiten en 7 deportes masculinos y en 7 femeninos:
| Masculino: - Baloncesto - Atletismo - Béisbol - Golf - Fútbol - Lucha libre - Campo a través | Femenino: - Baloncesto - Atletismo - Softball - Golf - Fútbol - Voleibol - Campo a través |

## Instalaciones deportivas
- UCCU Center es el estadio donde disputan sus partidos los equipos de baloncesto. Fue inaugurado en 1996 y remozado en 2007. Tiene una capacidad para 8.500 espectadores.[1] Fue la sede entre 2008 y 2011 del desaparecido equipo de los Utah Flash, que compitió en la NBA D-League.
- Brent Brown Ballpark es el estadio donde disputa sus encuentros el equipo de béisbol. Se inauguró en 2005, y tiene una capacidad para 2.500 espectadores, y otros 2.500 más en el espacio de césped detrás de la tercera base y el campo izquierdo.[2]